# Stegodyphus annulipes
Stegodyphus annulipes är en spindelart som först beskrevs av Lucas 1856.  Stegodyphus annulipes ingår i släktet Stegodyphus och familjen sammetsspindlar. Inga underarter finns listade i Catalogue of Life.